# 黑尾石脂鯉
黑尾石脂鯉，為輻鰭魚綱脂鯉目脂鯉亞目脂鯉科的其中一個種。分布於南美洲祕魯及厄瓜多安地斯山脈的淡水流域，體長可達27.3公分，棲息在底中層水域，生活習性不明，可作為食用魚。

## 扩展阅读
維基物種上的相關：黑尾石脂鯉